# Toontrack
Toontrack är ett företag inom musikproduktion som startades år 1997 i Umeå av Mattias Eklund och Henke Kjellberg, som snart fick sällskap av Andreas Sundgren. Från början främst ett projekt för grundarnas egen musikproduktion – bland annat för musik till datorspel från umeåföretaget Daydream Software – började man efter några år att ta fram bättre plug-ins med hjälp av trumsamplingssbibliotek.
| ”                                                                          | We just wanted great sounding drums for our own songwriting. We had no aspirations of even selling it in the first place | „ |
| – Medgrundaren Mattias Eklund på Toontracks webb inför 20-årsjubiléet 2019 | |   |

Redan med första programvaran Drumkit from Hell – med inspelningar av Meshuggahs trummis Tomas Haake – fick man bra recensioner i branschtidningen Sound on Sound.
Från 2005 vidareutvecklades programvaran till två produkter, den något enklare EZdrummer och den mer professionella Superior Drummer, vars senare utgåvor fått flera utmärkelser i internationell branschmedia.
Fortfarande med huvudkontor i Umeå har Toontrack numera (år 2020) filialer i USA (Chicago), Storbritannien (London) och Tyskland.

## Utmärkelser
- 2019 – Best New Software Instrument (Superior Drummer 3) av Sound on Sound[6]
- 2018 – Gear of the Year 2018: Best Software Instrument/Library (Superior Drummer 3) av MusicTech[5]
- 2012 – Årets digitala gasell i Västerbotten, av Dagens Industri och Google[7]
- 2008 – Årets exportföretag, vid Umeågalan[8]
- 2005 – Årets nyföretagare, vid Umeågalan